# Pioneers Vorarlberg
BEMER Pioneers Vorarlberg ist eine österreichische Eishockeymannschaft aus Feldkirch (Vorarlberg). Die Mannschaft spielt in der multinationalen ICE Hockey League, die Heimspiele werden in der Vorarlberghalle mit 5200 Plätzen ausgetragen. Die Mannschaft wurde im Jahr 2022 gegründet und die erste Saison war 2022/23.

## Geschichte
Am 18. Mai wurde von der ICE Hockey League bekannt gegeben, dass der Aufnahmeantrag einer neuen Mannschaft auf Vorarlberg angenommen wurde. Ende Mai wurden das Logo und der Name Pioneers Vorarlberg bekannt gegeben.
Am 13. Juni 2022 wurde mit der BEMER Int. AG der erste Namens- und Hauptsponsor des Clubs gefunden. Der offizielle Name der Pioneers war ab diesem Zeitpunkt BEMER Pioneers Vorarlberg. Der erste Kader der Pioneers setzte sich vor allem aus ehemaligen Spielern des Dornbirner EC (4 Spieler), der VEU Feldkirch (7) und nordamerikanischer Universitäten (6) zusammen.
Am 16. September 2022 absolvierten die Pioneers ihr erstes Spiel in der ICE Hockey League, das sie mit 0:3 gegen den HC Bozen verloren. Am 18. September erreichten die Pioneers gegen den EC KAC den ersten Sieg in der Club-Geschichte. Ihre erste Saison beendeten die Pioneers auf dem letzten 13. Platz mit 33 Punkten.
Die Saison 2023/24 beendeten die Pioneers auf dem 10. Platz, der zur Teilnahme an den Pre-Play-Offs berechtigt. Dort wurde die Best-of-3-Serie gegen den HC Innsbruck gewonnen. Die Viertelfinal-Serie verloren sie gegen den Sieger des Grunddurchgangs, den EC KAC, mit 2:4.
Die Saison 2024/2025 war die dritte Spielzeit für den Verein. Weil am Ende des Grunddurchgangs vier Punkte auf den 10. Rang fehlten, war die Saison vorzeitig beendet.